# Constant Spring FC
Constant Spring Football Club is een Jamaicaanse voetbalclub uit Constant Spring, wat mag aanzien worden als voorstad van Kingston.

## Palmares
Jackie Bell Knockout Competition
- 1987/88, 1999/2000

## Bekende (ex-)spelers
- Walter Boyd
- Dean Sewell